# Úrsula Lambert
Úrsula Lambert (* um 1790 in Saint-Domingue; † 6. März 1860 in Havanna, Kuba) war eine kubanische Managerin haitianischer Herkunft der Kaffeeplantage Angerona.

## Leben
Úrsula Lambert stammte aus der französischen Kolonie Saint-Domingue, dem heutigen Haiti. Sie war nach der damaligen rassistischen Einordnung eine frei geborene Mulata und gehörte zu den gens de couleur. Im Zuge der Haitianischen Revolution floh ihre Familie nach Havanna, Kuba, wo sie aufwuchs.
In Havanna hatte sie einen Laden für Kleidung und Parfum. Um 1809 traf sie hier den kurz zuvor aus Europa eingewanderten Cornelius/Cornelio Souchay (1784–1837). Er entstammte der hugenottischen Familie Souchay, die im 18. Jahrhundert nach Hanau gekommen war. 1804 reiste er zunächst nach Baltimore aus und kam 1807 nach Kuba, wo er bis an sein Lebensende blieb. Zunächst war er für das Handelshaus Antonio de Frias & Co tätig. Bald wurde er Partner des Unternehmens, das mit Weizen handelte, aber auch im Sklavenhandel aktiv war. (Siehe auch: Sklaverei in Kuba)
Im August 1813 erwarb Cornelio Souchay in der Nähe von Artemisa Land, auf dem er in den folgenden Jahren eine große Kaffeeplantage errichtete. Er gab ihr den Namen Cafetal Angerona, nach der römischen Göttin der Schweigsamkeit Angerona. Die Plantage wurde von bis zu 450 Sklaven bewirtschaftet und entwickelte sich bis 1828 zur zweitgrößten Kubas. 1822 kam Ursula Lambert auf die Plantage. Ihre offizielle Aufgabe war es, den Haushalt zu führen, die Gesundheitsfürsorge zu organisieren und die Kinderbetreuung in der casa de los criollitos zu leiten.  Darüber hinaus beriet sie Cornelio Souchay, wie der gesamte Betrieb unter den klimatischen und kulturellen Bedingungen zu organisieren war. Sie nahm de facto die Rolle des Verwalters (operario) ein, konnte aber nach den damaligen Normen nicht so bezeichnet werden. Die Beziehung des unverheirateten Souchay zu Ursula Lambert war mehr als geschäftlich. Die Quellen sind allerdings spärlich. Dies hat immer wieder zu romantischen Spekulationen eingeladen, wie etwa in Leonardo Paduras Erzählung El romance de Angerona (1987) oder dem Film Roble de Olor (2003), in dem Ursula Lambert von Lia Chapman  dargestellt wurde.
Lambert hatte eigenes Geld in die Plantage investiert oder auf ihr Gehalt verzichtet. In einem Zusatz zu seinem Testament gab Souchay 1837 an, dass er Lambert 20.000 Pesos schuldete. Falls sie auf die sofortige Zahlung verzichtete, sollte sie eine lebenslange Rente von jährlich 1200 Pesos erhalten. Es kann allerdings auch sein, dass die Schulden ein Konstrukt waren, um den (nach damaligen Normen) Skandal der Zahlung einer so großen Summe von einem weißen Mann an eine gemischtrassige Frau zu vermeiden. Auf jeden Fall deutet die letztwillige Sorge für Lambert auf eine signifikante persönliche Beziehung hin oder zumindest darauf, dass Souchay sich ihr verpflichtet fühlte. Sie belegt Ursula Lamberts besondere Rolle in Angerona und stärkt die Annahme, dass die Plantage das erfolgreiche Unternehmen von beiden war.
Lambert blieb noch auf Angerona, bis Souchays Erben, sein Neffe Wilhelm André/Andres Souchay (1812–1853) und dessen deutsche Frau Bertha, geb. Hesse (1816–1889), sowie sein Neffe Hermann (1813–1872) eintrafen.  Danach kehrte sie nach Havanna zurück, wo sie 1860 im Alter von 70 Jahren als wohlhabende Frau starb. Ende der 1830er Jahre führte sie einen erfolgreichen Prozess um ihre Rente. Bei ihrem Tod beass sie ein eigenes Haus, Juwelen und hatte 20 eigene Sklaven.
Die Plantage wurde später erst teilweise, dann ganz auf Zuckerrohr-Anbau umgestellt, verlor die Bedeutung, die sie in den 1820er Jahren hatte, wurde 1883 in drei Teile aufgeteilt und in den Unruhen der 1890er Jahre zerstört. Ihre Ruinen wurden 1981 zum Nationaldenkmal erklärt.

## Film
- Roble de olor (2003, Englisch Scent of oak), Regie: Rigoberto López Pego